# Eisenbahnunfall von Wädenswil

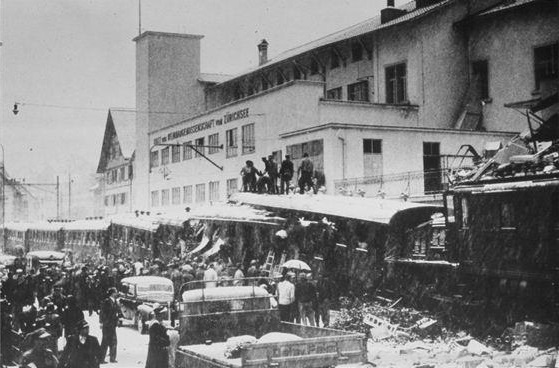
Beim Eisenbahnunfall von Wädenswil wurden die ersten vier Wagen beim Aufprall teilweise ineinander geschoben

Beim Eisenbahnunfall von Wädenswil überfuhr am 22. Februar 1948 im Bahnhof Wädenswil ein Ski-Zug wegen überhöhter Geschwindigkeit nach einer Fehlbedienung der Lokomotive durch den Lokomotivführer den Prellbock. 22 Menschen starben.

## Ausgangslage
Ein «Ski-Zug» von Sattel nach Zürich Hauptbahnhof verkehrte als Sonderzug für Skisportler am Spätnachmittag. Die fahrplanmässige Abfahrt in Sattel war für 16:49 Uhr vorgesehen. Vor der Abfahrt wurde die vorgeschriebene Bremsprobe durchgeführt und ergab keine Auffälligkeiten. Die Zuglok war die Ce 6/8 II mit der Betriebsnummer 14269. Dieser folgten neun zwei- und dreiachsige Personenwagen der SBB älterer Bauart. Die Lokomotive war mit einem SBB-Lokomotivführer und dem Betriebschef der Schweizerischen Südostbahn (SOB) als Begleiter für den SOB-Streckenteil doppelt besetzt.
Die Fahrt des Zuges verlief über Rothenthurm und Biberbrugg. Vor Wädenswil weist die Strecke Einsiedeln–Wädenswil ein starkes Gefälle von bis zu 50 ‰ auf. Sie ist damit eine der steilsten normalspurigen Adhäsionsstrecken Europas. Im letzten Abschnitt der Strecke bestand eine Geschwindigkeitsbeschränkung auf 35 km/h. Im Bahnhof Wädenswil standen für Einfahrten aus Richtung Einsiedeln nur die Durchgangsgleise 1 und 2 zur Verfügung sowie ein Stumpfgleis, das eine doppelte Funktion hatte: Es diente einerseits als Anschlussgleis einer Obst- und Weinbau-Genossenschaft, andererseits als Schutzweiche für entlaufene Fahrzeuge aus der Steilstrecke von Einsiedeln. Dessen Weiche konnte nur dann in Richtung der Durchfahrgleise gestellt werden, wenn ein entsprechendes Gleis frei war.

## Unfallhergang
Als der Lokomotivführer den Zug im Gefälle hinter Samstagern bremsen wollte, beabsichtigte er zunächst, die Motorbremse einzusetzen. Statt die Schaltung auf «Bremsen» zu stellen, stellte er sie jedoch versehentlich auf «Fahrt», was zur Folge hatte, dass er, immer wenn er meinte zu bremsen, tatsächlich den Fahrmotoren zusätzlichen Schub verlieh. Im Laufe der weiteren Ereignisse bemerkten weder er noch der Betriebschef der SOB diese Fehlstellung. Sie gingen vielmehr von einem Bremsversagen aus. Als der Zug immer mehr beschleunigte, statt zu bremsen, schaltete der Lokomotivführer die Druckluftbremse zu. Deren Kraft reichte aber nicht aus, um der Wirkung der Motoren der starken Güterzuglokomotive allzu viel entgegenzusetzen. Der Zug näherte sich dem Bahnhof Wädenswil mit weit überhöhter Geschwindigkeit. Die Durchfahrt durch den Bahnhof Burghalden erfolgte bereits gegen «Halt» zeigende Signale. Der Lokführer signalisierte gegenüber dem dortigen Fahrdienstleiter noch mit Handzeichen, dass ein Notfall vorliege, und machte mit Pfeifsignalen fortlaufend auf die Notfallsituation aufmerksam. Der Betriebschef der SOB stieg inzwischen auf den ersten Wagen um, um dort zusätzlich die Handbremse anzuziehen, nachdem er das auf beiden Führerständen der Lokomotive schon getan hatte.

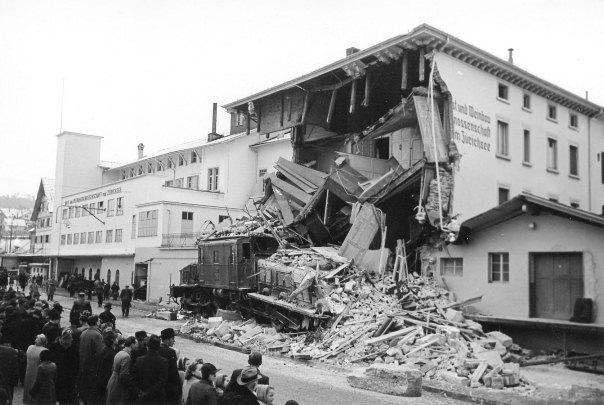
Die Lokomotive Ce 6/8 II zertrümmerte einen Teil des Verwaltungs- und Betriebsgebäudes der Obst- und Weinbau-Genossenschaft. Sie wurde vier Tage nach dem Unfall aus den Trümmern des teilweise eingestürzten Gebäudes geborgen und abtransportiert.

Im Bahnhof Wädenswil waren die Durchgangsgleise 1 und 2, in die aus Richtung Einsiedeln eingefahren werden konnte, bereits durch zwei andere, stark besetzte Züge belegt. Die Schutzweiche stand deshalb in Richtung des Anschlussgleises. Als die Notfallmeldung aus Burghalden den Fahrdienstleiter in Wädenswil erreichte, hatte dieser also auch gar keine andere Wahl, als die Prellbocküberfahrt des Sportzuges zu riskieren. Dies war unter den gegebenen Umständen die Alternative, die den geringstmöglichen Schaden erwarten liess.
Mit etwa 60 km/h traf der Zug auf den Prellbock auf, zertrümmerte die Hälfte des dahinter stehenden Verwaltungs- und Betriebsgebäudes der Obst- und Weinbau-Genossenschaft und kam dort zum Stehen. Dabei schoben sich der erste und der dritte Wagen über den zweiten.

## Folgen
22 Menschen, nach anderen Quellen 21 Menschen, starben, mindestens 32 wurden darüber hinaus schwer verletzt. Insgesamt soll es 131 Verletzte gegeben haben. Auch der Betriebschef der SOB kam ums Leben. Er wurde zwischen Lokomotive und erstem Wagen zerquetscht. Der Lokomotivführer überlebte, vor allem weil er durch den langen Vorbau der Ce 6/8, die Gattung trug auch den Spitznamen «Krokodil», geschützt war. Dass trotz einsetzender Dämmerung gute Aufnahmen des Unglücks vorhanden sind, ist dem Fotografen Marcel Hoffmann zu verdanken, der sein Geschäft in unmittelbarer Nähe an der Seestrasse betrieb.
Das damals schwer beschädigte Verwaltungs- und Betriebsgebäude der Obst- und Weinbau-Genossenschaft wurde Jahrzehnte später durch die Eigentumswohnanlage Seeresidenz ersetzt.